# Коллаборационистская китайская армия

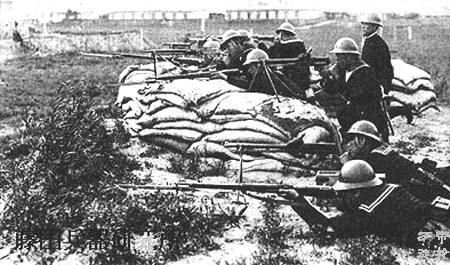

Коллаборационистская китайская армия (кит. 中国伪军) во время Японо-китайской войны существовала под разными именами в зависимости от марионеточного режима, установленного японцами.
После Мукденского инцидента и оккупации Маньчжурии японцы принялись формировать Императорскую армию Маньчжоу-го, в Мэнцзяне также образовалась коллаборационистская армия, в оккупированном Восточном Хэбэе своё милитаризованное подразделение.
С началом непосредственного вторжения в 1937 году японцы в каждом регионе формировали коллаборационистские подразделения, носившие различные имена, например, «Вспомогательная армия Японской императорской армии», «Миротворческий корпус», «Полицейские гарнизоны» и т. д. Впоследствии все коллаборационистские подразделения были сведены в дивизии, корпуса и армии.
Численность армии постоянно росла с 78 000 в 1938 году до 1 118 000 к 1945 году.

## Реформированное правительство
Плохо организованное Реформированное правительство Китайской Республики, которое управляло оккупированными зонами в центральном Китае, создало минимальные вооруженные силы в целом низкого качества. В декабре 1938 года министр умиротворения Жэнь Юаньдао объявил, что армия состояла из 10 000 военнослужащих. Была создана военная академия с 320 курсантами в возрасте от восемнадцати до двадцати пяти лет с целью создания нового офицерского класса, "незапятнанного" предыдущей службой в националистической армии и лояльного реформированному правительству. Годовой курс обучения проводили японские офицеры. Однако их обучение было прервано, поскольку расширенная армия, насчитывавшая к ноябрю 1939 года 30 000 человек, нуждалась в офицерах. Её качество было низким, поскольку, согласно отчётам, войска Реформированного правительства бежали от партизан, с которыми они вступали в бой.
Первоначально армия Реформированного правительства была организована следующим образом:
- 1-й район умиротворения - провинции Чжэцзян и Цзянси
- 2-й, 3-й и 4-й районы умиротворения - районы к югу от реки Янцзы
- 5-й округ умиротворения - регионы к северу от реки Янцзы.

Кроме того, в июне 1939 года был создан "Корпус водного патруля" для охраны побережья и внутренних водных путей. Им командовал вице-адмирал Сюй Цзяньдин, бывший командующий националистическим флотом эскадры Янцзы. Была создана школа подготовки водной полиции, в которой обучалось 150 курсантов под руководством 30 японских и 30 китайских инструкторов. Однако у неё было мало судов для выполнения своих обязанностей. Планировалось также создать военно-воздушные силы, и в Японии было закуплено несколько учебных планеров, но эти планы так и не были реализованы к тому времени, когда в 1940 году Реформированное правительство было объединено с недавно сформированным Реорганизованным национальным правительством Китая в качестве Национальной армии миростроительства.